# Gleismagnet
Gleismagnete sind streckenseitige Magnete induktiver Zugbeeinflussungssysteme. Sie übertragen eine Information auf das Triebfahrzeug oder den Steuerwagen.

## Gleismagnete der Punktförmigen Zugbeeinflussung

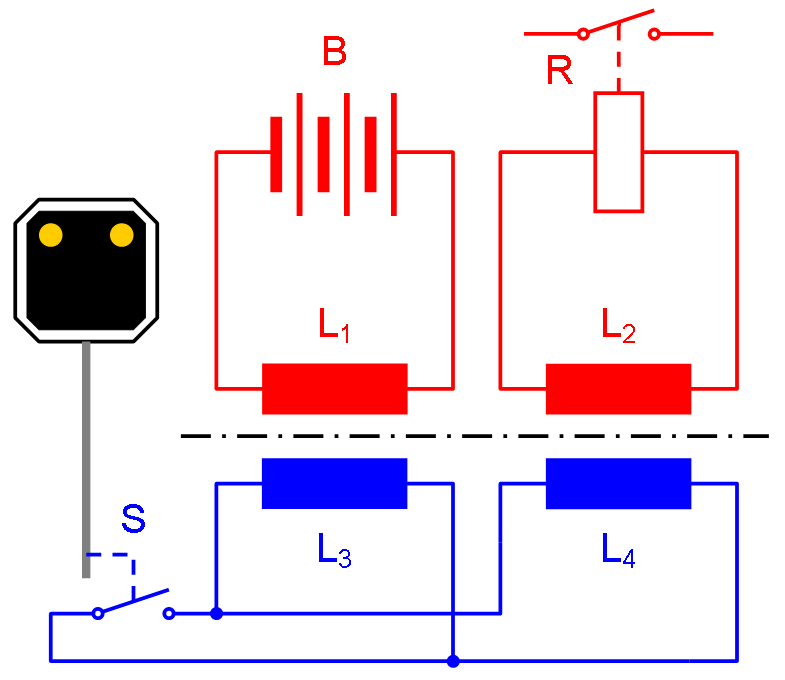
Prinzipschaltbild Integra-Signum. Blau Streckenausrüstung mit zwei Gleismagneten. Integra-Signum funktioniert im Gegensatz zur PZB mit einem Gleichstromfeld.

Gleismagnete werden von der Punktförmigen Zugbeeinflussung (PZB) in Deutschland, Österreich, Rumänien, Israel, der Türkei und in den Nachfolgestaaten Jugoslawiens verwendet.
Gleismagnete der PZB bilden einen Gleisschwingkreis und bestehen aus einer (oder bei Doppelmagneten aus zwei) Spule(n) und Kondensator(en). Sie sind in Fahrtrichtung außen neben der rechten Schiene außerhalb des Lichtraumprofils angeordnet.
Die Funktion der PZB beruht auf Resonanz. Der durch Kondensatoren abgestimmte Gleismagnet entzieht im Beeinflussungsfall der darüber hinwegfahrenden Fahrzeugmagnetwicklung Energie und bringt dadurch das Empfangsrelais des Zuges zum Ansprechen.

## Andere Systeme
Punktförmige Zugbeeinflussungssysteme mit Gleismagneten sind ASFA in Spanien, mit Automatic Warning System in Großbritannien sowie in Schweiz mit Integra-Signum auf Normalspur und ZSI-90 und ZST-90 auf Schmalspur. Neben Elektromagneten kommen bei einigen Systemen auch Permanentmagnete zum Einsatz.
Bei Zahnradbahnen kontrollieren Gleismagnete, ob der Triebfahrzeugführer beim Regimewechsel Adhäsion/Zahnrad oder umgekehrt richtig umgestellt hat. Zudem werden Gleismagnete für die Steuerung von Bahnübergangssicherungen, Signalrückstellung und ähnliches verwendet.

## Bilder

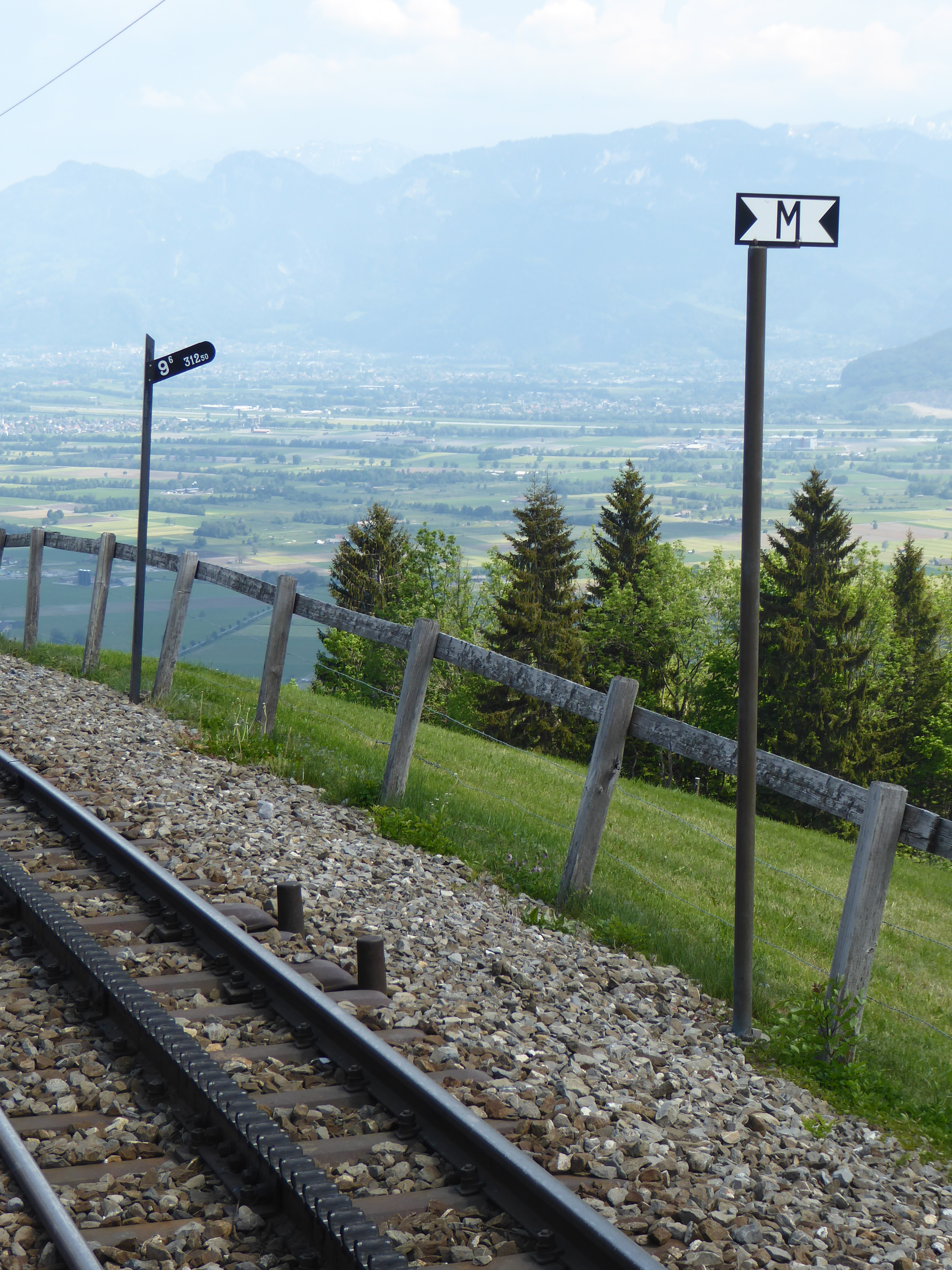
Gleismagnete zur Betriebsartenüberwachung Zahnrad-/Adhäsionsbetrieb bei der Haltestelle Stoss der Appenzeller Bahnen.

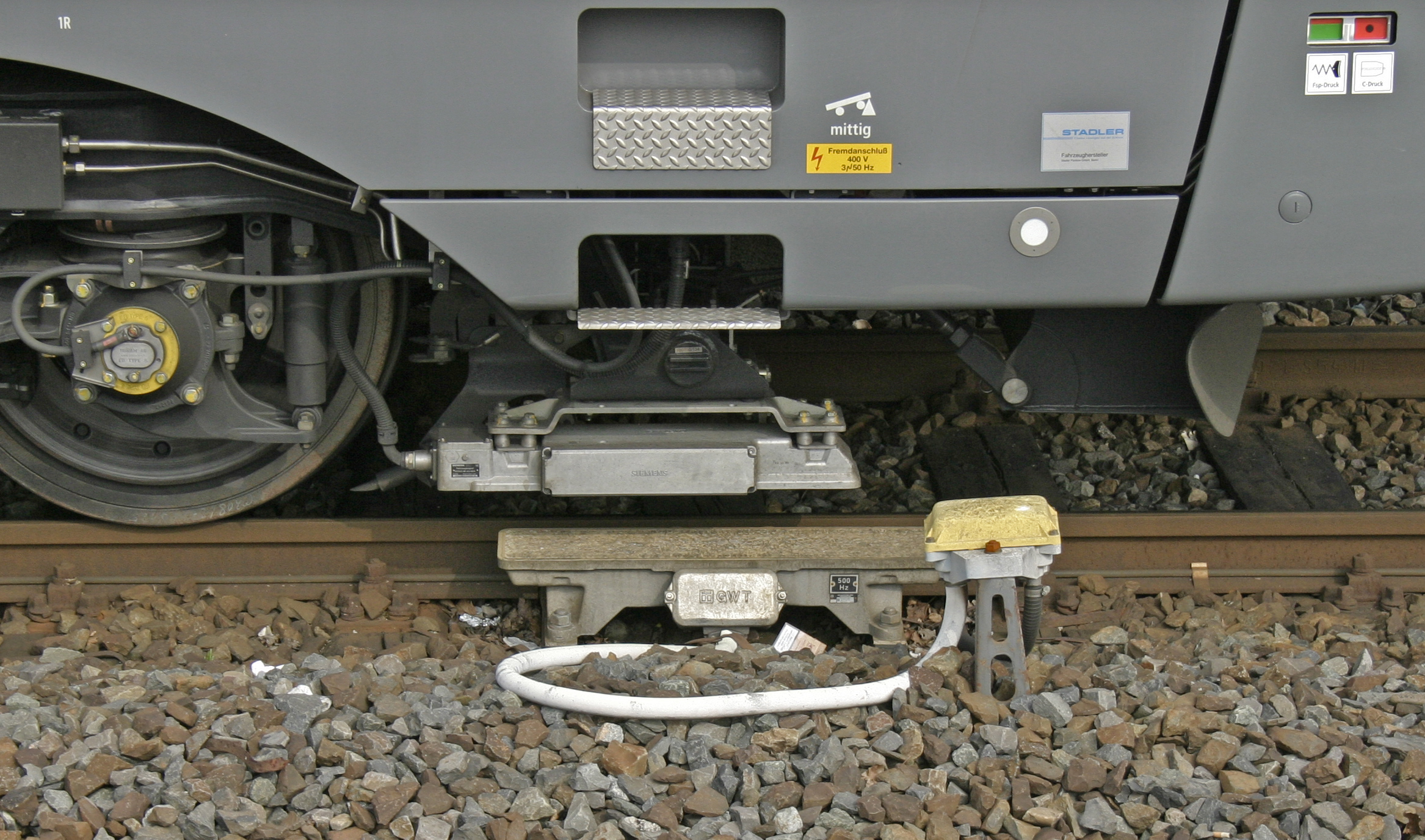
PZB-Fahrzeug- und Gleismagnet
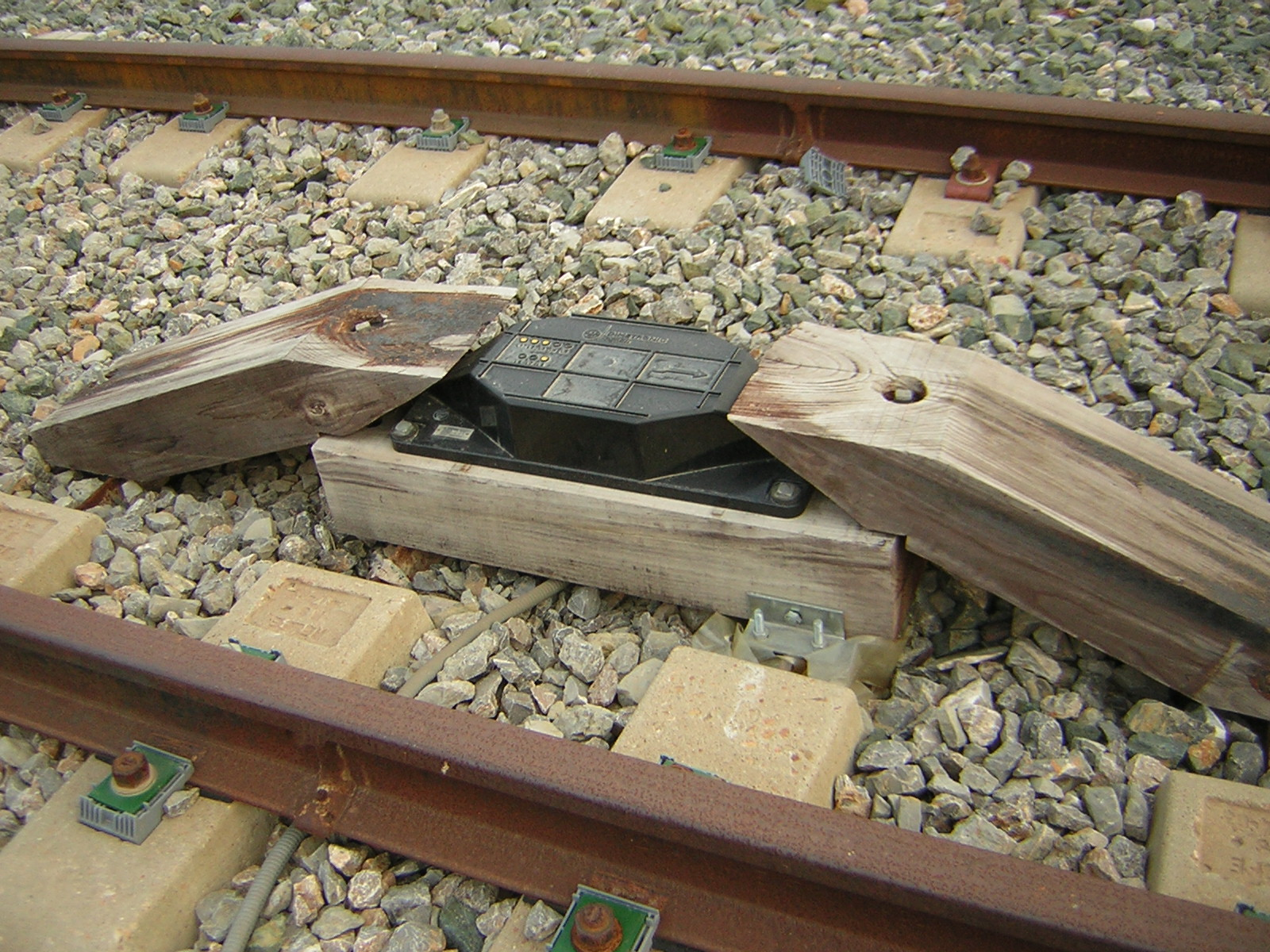
ASFA-Gleismagnet in Spanien
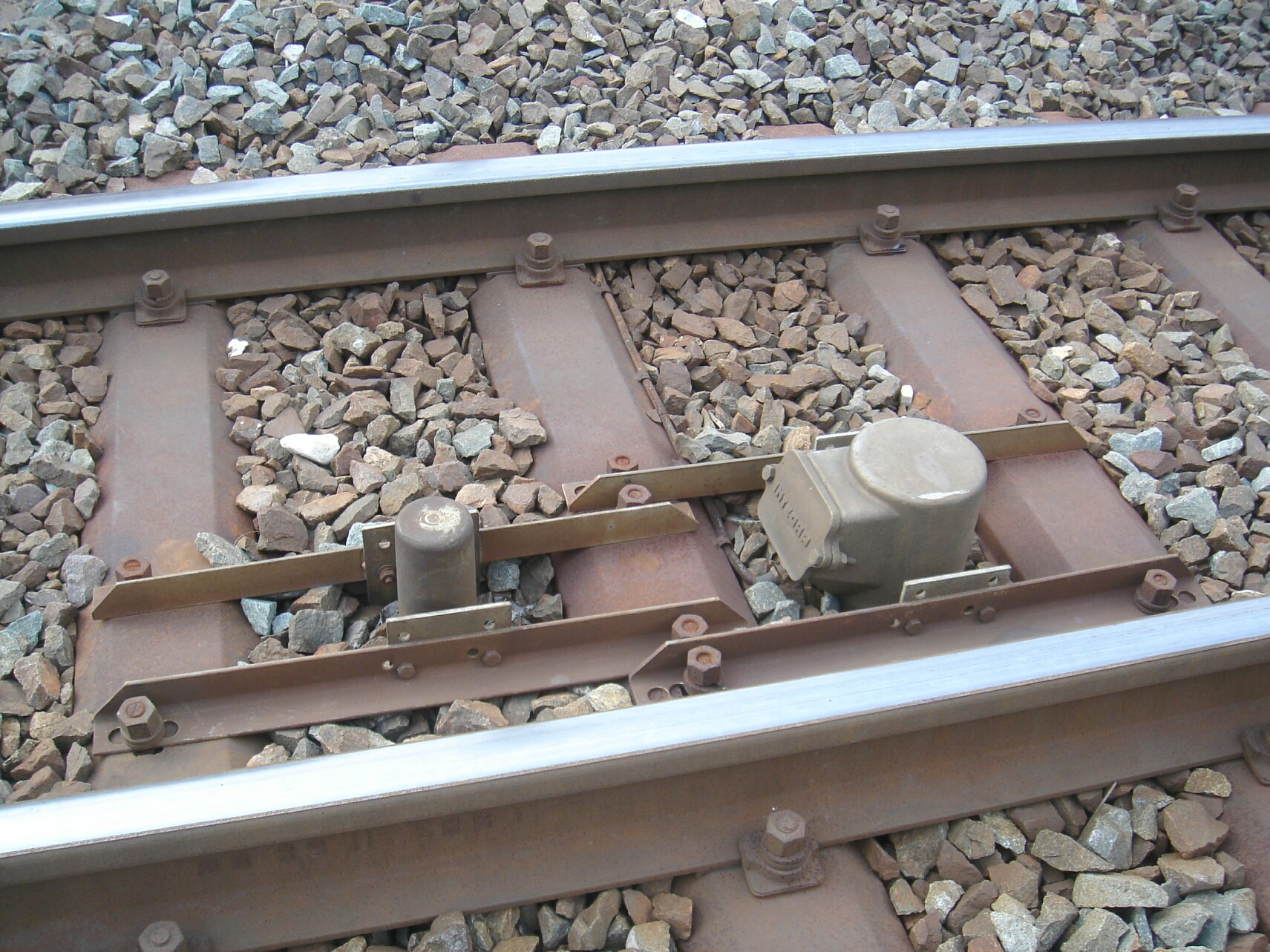
Zugsicherungsmagnet bei den Chemins de fer du Jura in der Schweiz mit Permanent- und Elektromagnet